# Іван Сила (фільм)
«Іван Сила» — український дитячий художній фільм режисера Віктора Андрієнка. Знятий за книгою Олександра Гавроша «Неймовірні пригоди Івана Сили, найдужчої людини світу» (2009).
Допрем'єрний показ фільму відбувся 19 вересня 2013 в запорізькому кінотеатрі ім. О. П. Довженка. У широкий український прокат стрічка вийшла 3 жовтня 2013 року.
Фільм «Іван Сила» оповідає незвичайну історію життя Івана Фірцака, який народився наприкінці XIX ст. на Закарпатті і здобув славу найсильнішої людини на світі. Наївний, але чесний Іван неодноразово стикався з людською підлістю та заздрощами, проте лишався впевнений, що правда переможе.

## Сюжет
На Закарпатті в 1970 році хлопчик мріє поїхати вчитися до циркового училища, щоб стати атлетом. У дорозі його намагаються пограбувати хулігани. Зловмисники тікають, побачивши місцевого жителя, який дає хлопчику прихисток у своєму будинку. В будинку рятівника виявляється багато речей силача Івана Сили.
У 1919 році Іван Сила рятує на празькому вокзалі малолітнього злодюжку Міху від поліцая Фікси. Міха віддячує, знайшовши Івану роботу вантажника. Інші вантажники насміхаються з Івана, але потім помічають його надзвичайну силу. Потім Іван бачить афішу про виступ «Велета», з яким пропонується позмагатися в цирку. Міха закликає Івана битися проти Велета, щоб виграти приз. Той погоджується за умови, що якщо переможе, то Міха більше ніколи не крастиме.
Тренер Велета, Новак, хоче зробити Івана своїм учнем і планує послати його на республіканський чемпіонат. Силач Магдебура перевершує на чемпіонаті власний рекорд, але Іван піднімає ще більшу вагу. Тим часом Фікса вважає, що Іван викрав золотий портсигар англійського дипломата. Проте з'ясовується, що дипломат сам загубив його і вже отримав назад. Фікса, що вигадав історію, щоб вислужитися, задумує помститися.
Директор цирку Пандорський хоче, щоб Іван замінив Велета. Іван рішуче відмовляється і за це Новак дарує Івану золотий годинник з гравіруванням «Правда завжди переможе». За цим підглядає Фікса та підлаштовує аварію, в якій Новак гине. Фікса звинувачує Івана у вбивстві, після чого заарештовує.
Міха відвідує Івана у в'язниці та підбадьорює його. Невдовзі виявляється, що звинувачення неправдиве, на що вказують свідки. Начальник поліції наказує покарати Фіксу, відправивши у відставку. Баронеса Аделія фон Бухенбах, власниця цирку, пропонує сплатити за силача заставу, приховуючи від нього, що звинувачення в убивстві знято. За «порятунок» вона хоче, щоб силач працював у цирку Пандорського. Іван змушений погодитися, але тепер також повинен відпрацювати суму застави.
У цирку Іван знайомиться з акробаткою Мілкою. Він погоджується виступати, але відмовляється боротися за гроші. Фікса в той час підбурює Велета помститися, удвох вони викрадають коня, без якого цирк не може поїхати на гастролі. Міха обіцяє розшукати коня і знаходить його в циганському таборі. Пандорський за це бере Міху до себе на роботу.
Цирк гастролює по Європі, Іван здобуває славу, та Фікса з Велетом слідують за ним. Баронеса переконує Івана битися проти чемпіона Франції Александра, Іван перемагає його, але спричиняє неприязнь генерала Г'юсто. Велет замикає Івана в фургоні та намірюється спалити, проте втручається Пандорський. Велет відмовляється від планів помсти і навіть допомагає своїм колишнім колегам. Потім Іван погоджується на ризикований трюк (який влаштував Фікса), де його переїжджають автомобілем, і виграє парі. Пандорський хоче розповісти силачу, що з нього знято звинувачення, та баронеса забороняє це робити. Проте невдовзі вона обіцяє анулювати борг Івана, якщо той здолає британського чемпіона з боксу Джексона.
Іван вчиться боксувати, тренуючись із Велетом. Бій ледве не завершується поразкою Івана, та слова Мілки надихають його завдати вирішального удару. Фанати Джексона заманюють Івана в пастку та натовпом б'ють його. Міха здогадується, що це пастка та приводить на допомогу Велета. Фікса також стає жертвою бійки і визнає, що «Правда завжди переможе». Баронеса дає гроші на лікування Івана, він видужує і робить Мілці пропозицію одружитися.
Дія повертається в 1970-й. Хлопчик отримує від свого рятівника в подарунок золотий годинний і розуміє, що то був Іван Сила.

## У ролях
Головні ролі зіграли:

| Актор                          | Роль        |
| ------------------------------ | ----------- |
| Дмитро Халаджі                 | Іван Сила   |
| Василь Вірастюк                | Велет       |
| Віктор Андрієнко               | Фікса       |
| Ольга Сумська                  | Аделія      |
| Ігор Письменний                | Пандорський |
| В'ячеслав Гіндін               | Новак       |
| Іванна Сахно                   | Мілка       |
| Леонід Шевченко                | Міха        |
| Вертинський Олексій Сергійович | генерал     |
| Барський Борис                 |             |

## Кошторис та касові збори
Кошторис стрічки склав 15,6 млн гривень, частка Держкіно склала 100 %. За тодішнім курсом це дорівнювало приблизно $1.9 млн.
Точних даних про касові збори немає. За даними Держкіно стрічка зібрала 600 тис. гривень в українському кінопрокаті. За даними kino-teatr.ua/uk/ збори склали близько 700 тис. гривень в українському кінопрокаті.

## Саундтрек
- «Сам собі Сила» — ТНМК (на слова Ігоря Жука).[7][8]

## Нагороди
Стрічка «Іван Сила» режисера Віктора Андрієнка отримала премію Лесі Українки у номінації «Найкращий фільм для дітей та юнацтва».